# Antoni Radziwiłł
Il principe Antoni Henryk Radziwiłł (Vilnius, 13 giugno 1775 – Berlino, 7 aprile 1833) è stato un nobile, musicista e politico polacco.

## Biografia
Era il figlio di Michał Hieronim Radziwiłł, e di sua moglie, Helena Przeździecka. Ricevette un'ottima istruzione. Fin dalla giovane età mostrò un gran talento per la musica, guadagnandosi una fama come violoncellista.
Dal 1792 ha frequentato l'Università di Göttingen e nel 1794 si trasferì a Berlino ed è stato invitato alla corte del re Federico Guglielmo II di Prussia.

## Matrimonio
Sposò, il 17 marzo 1796, la principessa Luisa di Prussia, seconda figlia del principe Augusto Ferdinando e perciò nipote del re di Prussia Federico il Grande. Ebbero sette figli:
- Wilhelm Paweł Radziwiłł (19 marzo 1797-5 settembre 1870)
- Ferdynant Fryderyk Radziwiłł (13 agosto 1798-9 settembre 1827)
- Luiza (1799-1809)
- Eliza Fryderyka Radziwiłł (28 ottobre 1803-27 agosto 1834)
- Bogusław Fryderyk Radziwiłł (3 gennaio 1809-2 gennaio 1873)
- Władysław Radziwiłł (1811-1831)
- Wanda Augusta Wilhelmina Radziwiłł (29 gennaio 1813-16 settembre 1845), sposò Adam Konstanty Czartoryski

La sua nuova famiglia lo convinse che egli doveva fungere da mediatore tra i polacchi a seguito delle spartizioni della Polonia avvenuto verso la fine del XVIII secolo e le autorità prussiana.
Durante la campagna napoleonica in Polonia nel 1806 egli tentò di incitare i polacchi ad insorgere contro l'esercito francese e di convincere il principe Józef Antoni Poniatowski ad abbandonare l'alleanza con i francesi e quindi schierarsi a fianco della Prussia e Russia. Tuttavia fallì in entrambe le occasioni, quando la Prussia subì una schiacciante sconfitta nella battaglia di Jena-Auerstedt. Invece la spedizione di Napoleone scatenò la rivolta della Grande Polonia, che portò all'istituzione del ducato di Varsavia sotto il dominio del re Federico Augusto I di Sassonia con il principe Poniatowski come ministro della guerra.

### Duca governatore
Dopo l'atto finale del Congresso di Vienna del 1815, fu inviato nella capitale della Grande Polonia, Poznań, come Duca Governatore e rappresentante del re prussiano Federico Guglielmo III nel Granducato di Posen.
In continua lotta tra la sua questione polacca e le autorità prussiane, Radziwiłł si trovò sempre limitato nei propri poteri. Tentò inutilmente di opporsi alla campagna di germanizzazione della Polonia intrapresa dai prussiani. Poco dopo lo scoppio della Rivolta di Novembre (1830-1831) venne privato di tutti i suoi poteri, il Gran Ducato fu abolito e la sua autonomia cancellata. Fu quindi direttamente incorporata nello stato prussiano e rinominata in Provincia di Posen (più tardi cambierà nome in Posnania).

### Patrono delle arti
Antoni Radziwiłł è meglio conosciuto per il suo mecenatismo artistico che per la sua sfortunata carriera politica. I suoi palazzi a Berlino (la successiva Cancelleria del Reich di Otto von Bismarck), Poznań e Antonin, vicino a Ostrów Wielkopolski, erano noti per i grandi concerti tenuti dai più grandi musicista dell'epoca.  Oltre a concerti operistici e strumentali (per chitarra e violoncello) eseguiti dallo stesso Radziwiłł, tra i suoi ospiti c'erano Niccolò Paganini (il quale si esibì in un concerto a Poznań il 19 maggio 1829), Johann Wolfgang von Goethe, Fryderyk Chopin e Ludwig van Beethoven. Chopin scrisse la prima parte della sua Introduzione e polacca brillante per violoncello e pianoforte appositamente per Radziwiłł quando fu ospite nella tenuta del Principe a Antonin nel 1829. Chopin aveva più volte fatto visita e suonato in diverse occasioni, nel 1826 e, presso il suo palazzo di Poznań, il 2 ottobre 1828. Beethoven invece gli dedicò la sua Ouverture "Zur Namensfeier" (1815). Radziwiłł fu inoltre un noto sostenitore dei teatri polacchi e sua moglie aprì la prima scuola pubblica per ragazze a Poznań nel 1830.
Come compositore, Radziwiłł fu noto in particolar modo per la sua musica per il Faust di Goethe, la quale iniziò a scrivere prima 1810 e completò nel 1831. Alcuni estratti furono eseguiti a Berlino nel 1816 e al Monbijou (vicino a Berlino) nel 1820. Il lavoro completo fu eseguito invece per la prima volta a Berlino il 25 ottobre 1835 e la partitura fu pubblicata lo stesso anno nella medesima città. Egli compose inoltre canzoni, romanze e duetti e pezzi per pianoforte, incluse le Drei National-Polonaisen per pianoforte a quattro mani.

## Morte
Antoni Henryk Radziwiłł tornò nel suo palazzo di Berlino, dove morì il 7 aprile 1833. Fu sepolto nella Cattedrale di Poznań. I figli che ebbe dalla consorte Luisa furono germanizzati e mai tornarono a Poznań, nonostante ciò, in quanto proprietari della villa di Nieborów e di una grande tenuta nell'odierna Bielorussia, essi visitarono frequentemente altre parti della Polonia.

### Studi critici
- Witold Jakóbczyk, Przetrwać na Wartą 1815-1914, in Dzieje narodu i państwa polskiego, vol. III, p. 55 (Varsavia, 1989)
- Z. Jachimecki e W. Pozniak, Antoni Radziwill i jego muzyka do ‘Fausta' (Cracovia, 1957)
- A. Nowak-Romanowicz, voce Antoni Henryk Radziwiłł in New Grove Dictionary of Music and Musicians